# Gökhan Gönül
Gökhan Gönül (Bafra, 1985. január 4. –) török válogatott labdarúgó, edző.

## Pályafutása

### A válogatottban
2007. november 17-én debütált a török válogatottban a Norvégia elleni 2–1-es győztes mérkőzésen. 2008 májusában Fatih Terim behívta a 26 fős török keretbe az Európa-bajnokságra.

### Edzőként
2024. március 19-én nevezték ki a török U21-es válogatott segédedzőjévé. 5 mérkőzésen irányította a csapatot, majd 2024. szeptember 26-án a török U21-es csapat vezetőedzője lett.

## Statisztika

### International
| Törökország | Törökország | Törökország |
| Év          | Mérk.       | Gól         |
| ----------- | ----------- | ----------- |
| 2007        | 2           | 0           |
| 2008        | 6           | 0           |
| 2009        | 9           | 0           |
| 2010        | 5           | 0           |
| 2011        | 5           | 1           |
| 2012        | 4           | 0           |
| 2013        | 9           | 0           |
| 2014        | 8           | 0           |
| 2015        | 5           | 0           |
| 2016        | 8           | 0           |
| 2017        | 3           | 0           |
| 2018        | 1           | 0           |
| 2019        | 1           | 0           |
| Összesen    | 66          | 1           |

## Fordítás
- Ez a szócikk részben vagy egészben  a   Gökhan Gönül című angol Wikipédia-szócikk fordításán alapul.  Az eredeti cikk szerkesztőit annak laptörténete sorolja fel. Ez a jelzés csupán a megfogalmazás eredetét és a szerzői jogokat jelzi, nem szolgál a cikkben szereplő információk forrásmegjelöléseként.